# Verges (kommun)
Verges är en kommun i Spanien.   Den ligger i provinsen Província de Girona och regionen Katalonien, i den östra delen av landet, 600 km öster om huvudstaden Madrid. Antalet invånare är 1 193. Arean är 9,7 kvadratkilometer. Verges gränsar till Garrigoles, La Tallada d'Empordà, Serra de Daró, Ultramort, Foixà och Jafre. 
Terrängen i Verges är platt.